# Anchor Island Harbour
Anchor Island Harbour ist ein Naturhafen auf der Insel Anchor Island in der Region Southland auf der Südinsel von Neuseeland.

## Geographie
Der Anchor Island Harbour befindet sich an der nördlichen Seite der Insel Anchor Island im Tamatea / Dusky Sound liegend, rund 4,5 km südöstlich der Five Fingers Peninsula. Der nach Nordwesten hin weit geöffnete Naturhafen besitzt eine Länge von rund 870 m und misst an seiner breitesten Stelle rund 710 m. Der Hafeneingang ist rund 570 m breit und die Küstenlänge des Gewässers erstreckt sich über rund 3,2 km. Der Naturhafen wird nur von einigen wenigen Streams (Bäche) gespeist. Im Hafengebiet befinden sich vier kleine unbedeutende Inseln. Geschützt wird der Anchor Island Harbour durch die 750 m vorgelagerte Insel Petrel Island.
Der im unbewohnten Gebiet liegende Naturhafen gehört zum Fiordland National Park und administrativ zum Southland District der Region Southland.

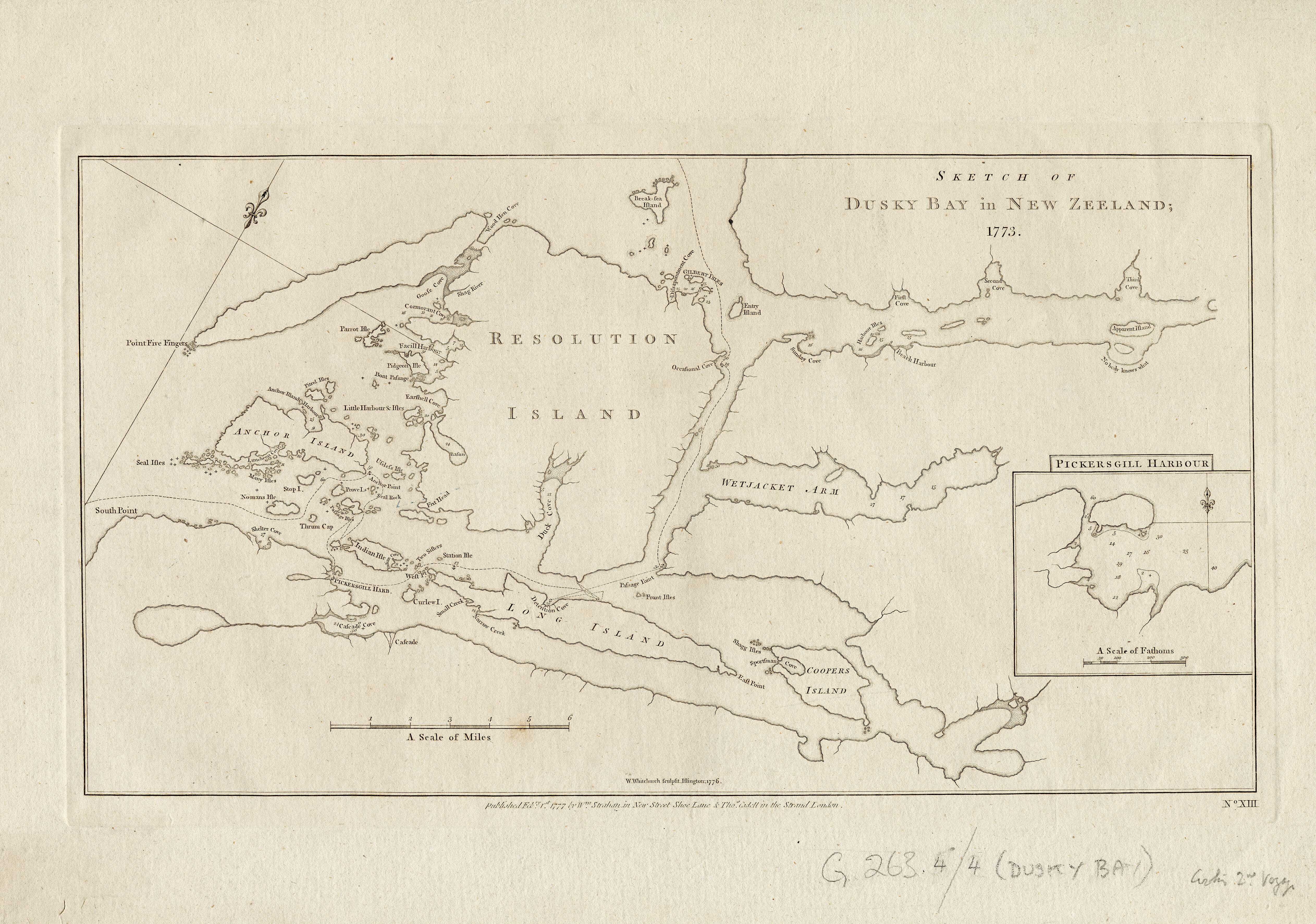
Karte aus dem Jahr 1773 von Cooks 2. Südseereise mit dem Anchor Island Harbour